# HD 178233
HD 178233 är en ensam stjärna belägen i den södra delen av stjärnbilden Lyran. Den har en skenbar magnitud av ca 5,53 och är svagt synlig för blotta ögat där ljusföroreningar ej förekommer. Baserat på parallaxmätning inom Hipparcosuppdraget på ca 24,5 mas, beräknas den befinna sig på ett avstånd på ca 133 ljusår (ca 41 parsek) från solen. Den rör sig närmare solen med en heliocentrisk radialhastighet på ca -24 km/s.

## Egenskaper
Primärstjärnan HD 178233 är en gul till vit jättestjärna av spektralklass F0 III, som har förbrukat förrådet av väte i dess kärna och utvecklats bort från huvudserien. Den har en radie som är ca 1,8 solradier och har ca 8 gånger solens utstrålning av energi från dess fotosfär vid en effektiv temperatur av 6 000 - 7 500 K.